# Revinge

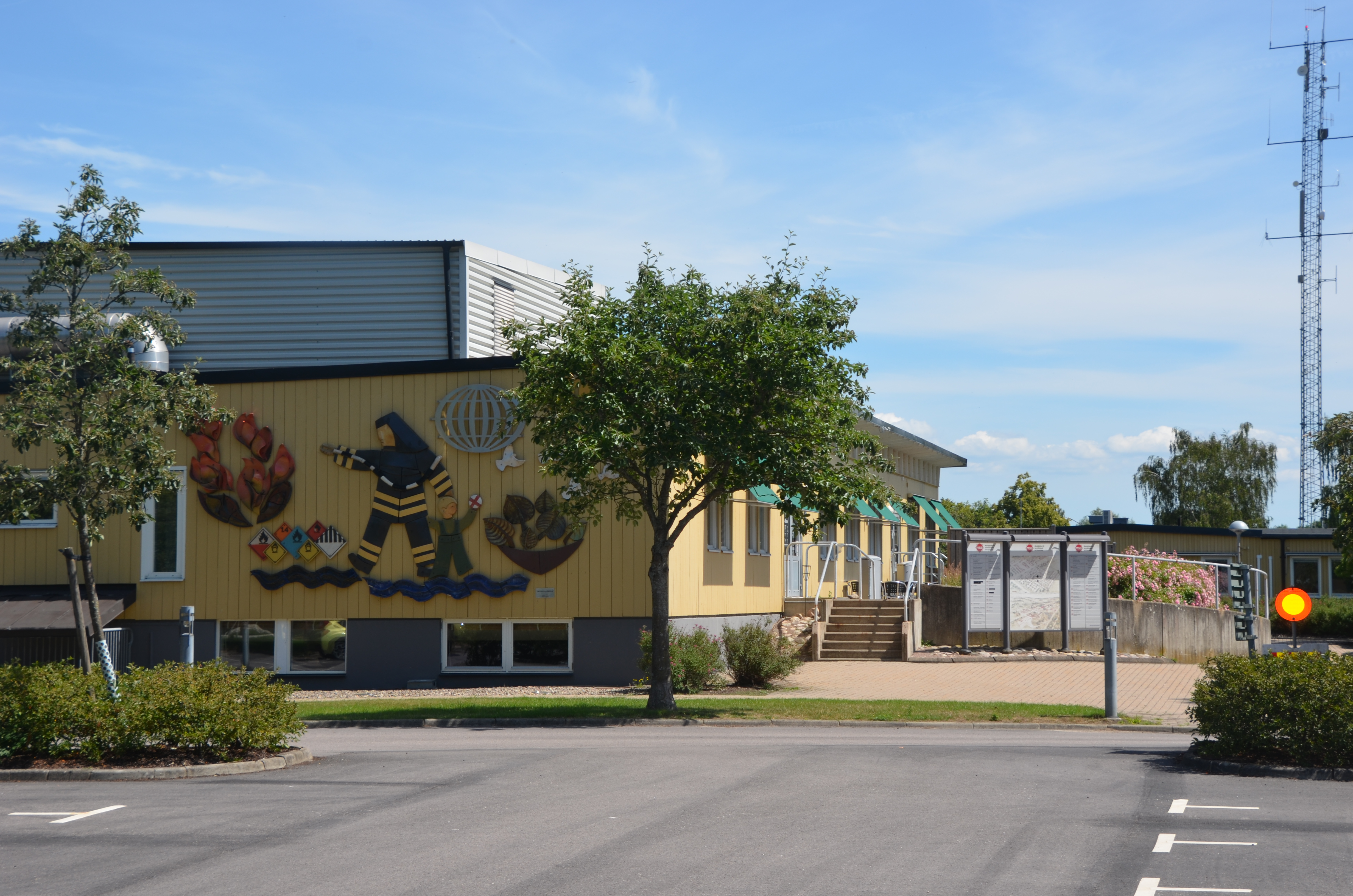
Myndigheten för samhällsskydd och beredskaps utbildningscentrum i Revinge

Revinge (före 2023 Revingeby) är en tätort i Lunds kommun och kyrkby i Revinge socken i Skåne. Revinge ligger vid det militära övningsområdet Revingehed precis vid gränsen till Eslövs kommun.

## Befolkningsutveckling

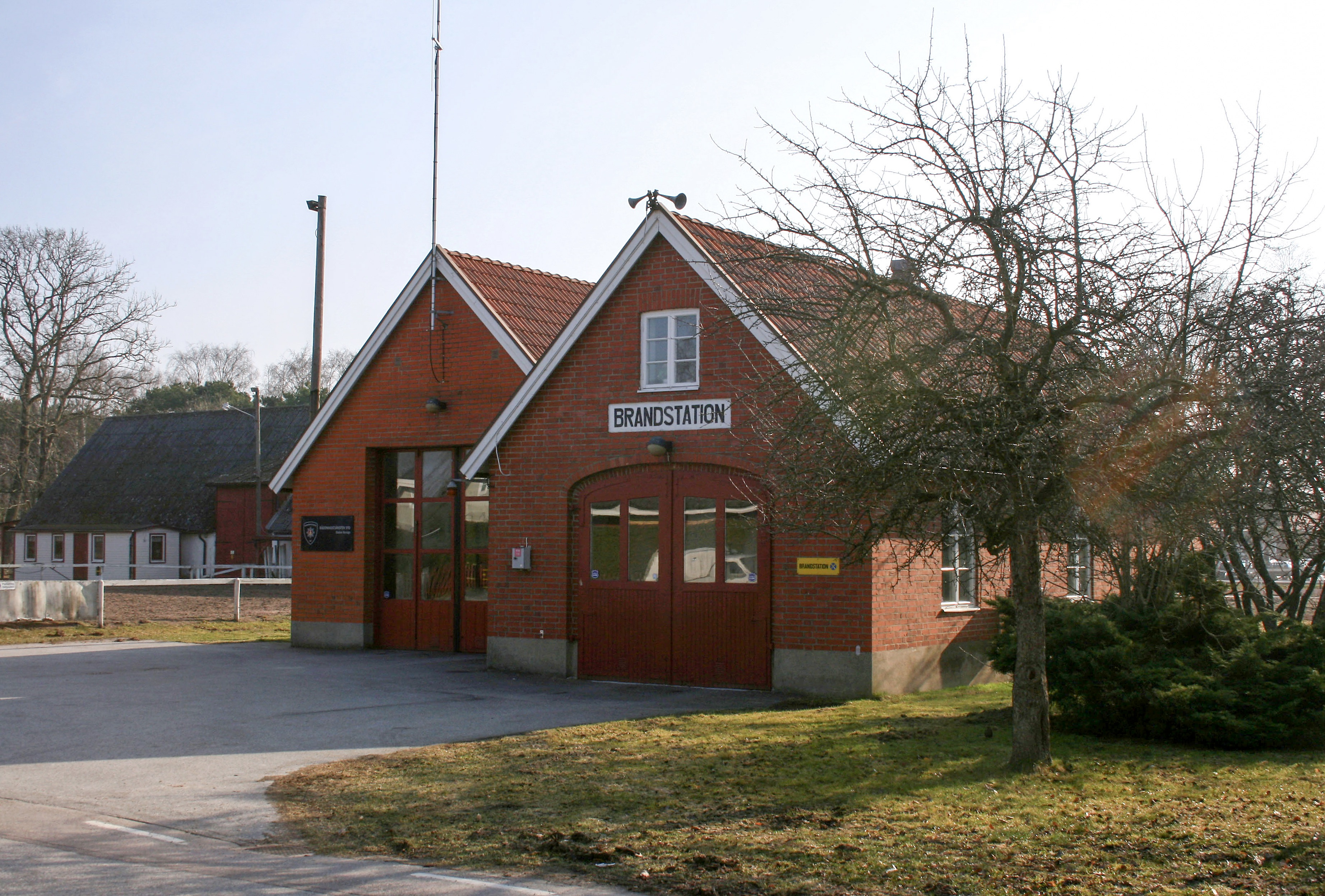
Brandstation

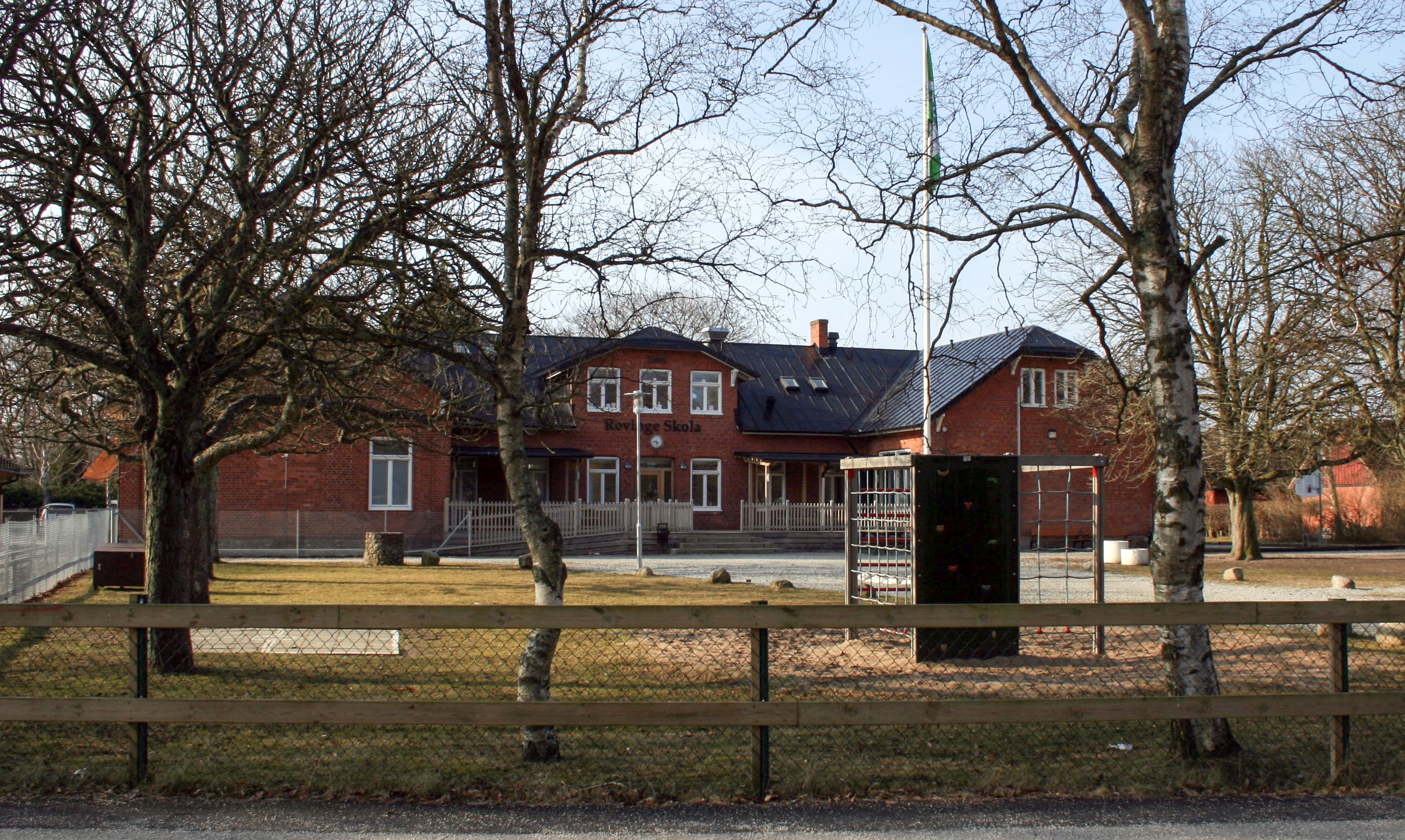
Skola

| Befolkningsutvecklingen i Revinge/Revingeby 1960–2020 | Befolkningsutvecklingen i Revinge/Revingeby 1960–2020 | Befolkningsutvecklingen i Revinge/Revingeby 1960–2020 | Befolkningsutvecklingen i Revinge/Revingeby 1960–2020 | Befolkningsutvecklingen i Revinge/Revingeby 1960–2020 |
| ----------------------------------------------------- | ----------------------------------------------------- | ----------------------------------------------------- | ----------------------------------------------------- | ----------------------------------------------------- |
|                                                       |                                                       |                                                       |                                                       |                                                       |
| År                                                    |                                                       |                                                       | Folkmängd                                             | Areal (ha)                                            |
| 1960                                                  | 1960                                                  |                                                       | 337                                                   |                                                       |
| 1965                                                  | 1965                                                  |                                                       | 390                                                   |                                                       |
| 1970                                                  | 1970                                                  |                                                       | 372                                                   |                                                       |
| 1975                                                  | 1975                                                  |                                                       | 394                                                   |                                                       |
| 1980                                                  | 1980                                                  |                                                       | 512                                                   |                                                       |
| 1990                                                  | 1990                                                  |                                                       | 579                                                   | 47                                                    |
| 1995                                                  | 1995                                                  |                                                       | 549                                                   | 47                                                    |
| 2000                                                  | 2000                                                  |                                                       | 540                                                   | 66                                                    |
| 2005                                                  | 2005                                                  |                                                       | 538                                                   | 66                                                    |
| 2010                                                  | 2010                                                  |                                                       | 545                                                   | 65                                                    |
| 2015                                                  | 2015                                                  |                                                       | 534                                                   | 66                                                    |
| 2020                                                  | 2020                                                  |                                                       | 532                                                   | 63                                                    |
|                                                       |                                                       |                                                       |                                                       |                                                       |

## Samhället
Bebyggelsen består i huvudsak av villor och radhus, men även hyresrätter inom Lunds kommuns kommunala fastighetsbolag (LKF). I Revinge finns även Revinge kyrka, som byggdes på 1100-talet. Revinge skola (t.o.m. årskurs 3) och Reveljens förskola, en brandstation, ett reningsverk, ett vattenverk, Statens räddningsskola, och en idrottsplats.

## Näringsliv
De största arbetsgivarna är Försvarsmakten och Myndigheten för samhällsskydd och beredskap.

## Kommunikationer

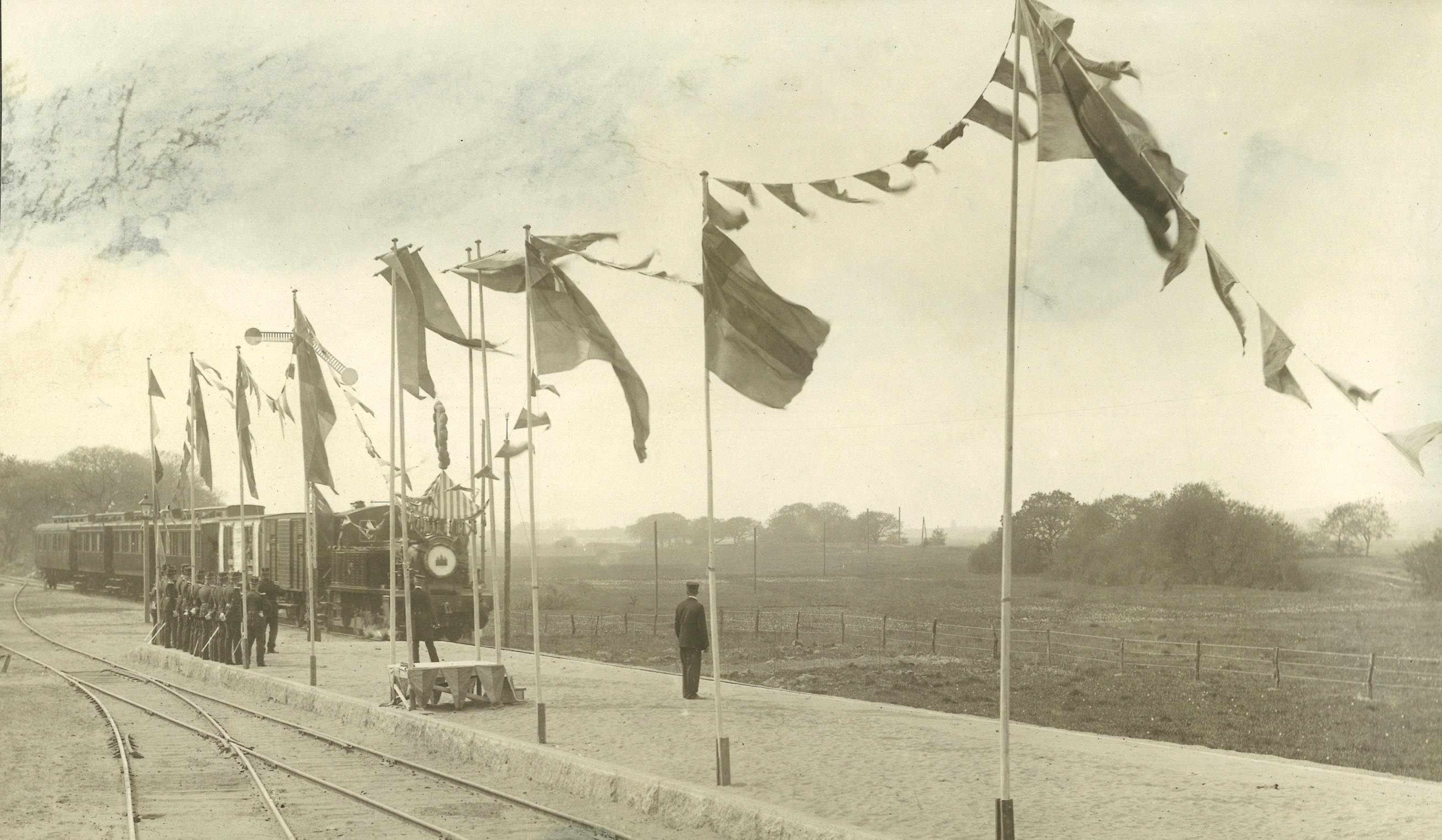
Det första tåget anländer till Revinge station vid invigningen av Lund-Revinge Järnväg 1905.

Mellan 1905 och 1939 var Revingeby en station längs banan Lund–Revinge–Harlösa järnväg. Stationen var belägen 21,4 meter över havet. Nuförtiden går det inga tåg till Revinge. 
På den före detta banvallen byggdes en ny landsväg mellan Revinge och Södra Sandby. Raksträckan utanför Revinge byggdes under 1960-talet ut till en av Flygvapnets vägbaser. Det var då Sveriges längsta raksträcka utan höjningar och sänkningar. Joakim Bonnier slog ett par hastighetsrekord på Revingerakan. 
Den främsta sättet att ta sig till och från Revinge är via länsväg 104, men det går även att åka kollektivtrafik med Skånetrafiken. På helgerna måste dock alla bussturer förbeställas. 

## Föreningar
Revinge byförening anordnar midsommar- och valborgsfirande samt andra tillställningar och företräder byns intressen gentemot Lunds kommun och andra externa parter. Byföreningen ger ut Revingenytt, ett nyhetsblad till byns invånare. 
Revinge IF arrangerar idrottsaktiviteter för barn och vuxna, inom badminton, innebandy, gymnastik, mountainbike och stavgång. Idrottsföreningen är arrangör för den årliga återkommande Krankesjömilen, runt Krankesjön. 